# Gananda
Gananda es un lugar designado por el censo ubicado en el condado de Wayne en el estado estadounidense de Nueva York. En el Censo de 2020 tenía una población de 5867 habitantes y una densidad poblacional de 620,85 habitantes por km². Fue incluido como CDP en el censo de 2020.

## Geografía
Gananda se encuentra ubicado en las coordenadas 43°07′19″N 77°19′12″O / 43.12194, -77.32000. Según la Oficina del Censo de los Estados Unidos,  tiene una superficie total de 9,45 km², de la cual 9,42 km² corresponden a tierra firme y 0,03 km² a agua.